# Engelsforstrilogin
Engelsforstrilogin utgörs av tre böcker i en svensk fantasybokserie skriven av Mats Strandberg och Sara Bergmark Elfgren. Serien utspelar sig i det fiktiva samhället Engelsfors i Bergslagen. Författarna inspirerades av Twin Peaks, Supernatural och Buffy och vampyrerna.
Första boken Cirkeln utgavs 2011 och uppföljaren Eld kom 2012.
Den sista boken i trilogin – Nyckeln – släpptes den 15 november 2013.
År 2013 kom seriesamlingen Berättelser från Engelsfors med berättelser som kretsar kring karaktärerna i Cirkeln och Eld.

## Mottagande
Cirkeln fick tidigt positiv kritik i Dagens Nyheter och såldes till flera länder redan innan den gavs ut i Sverige. Boken nominerades till Augustpriset i ungdomsboksklassen 2011.

## Film
En filmatisering av den första romanen hade världspremiär på Berlins filmfestival 10 februari 2015 och svensk biopremiär den 18 februari 2015. Filmen är regisserad av Levan Akin och skriven av Sara Bergmark Elfgren och Akin.

## Romanfigurer (urval)
- Elias Malmgren
- Vanessa Dahl
- Anna-Karin Nieminen
- Ida Holmström
- Rebecka Mohlin
- Minoo Falk Karimi
- Linnéa Wallin